# Toni Pecoraro

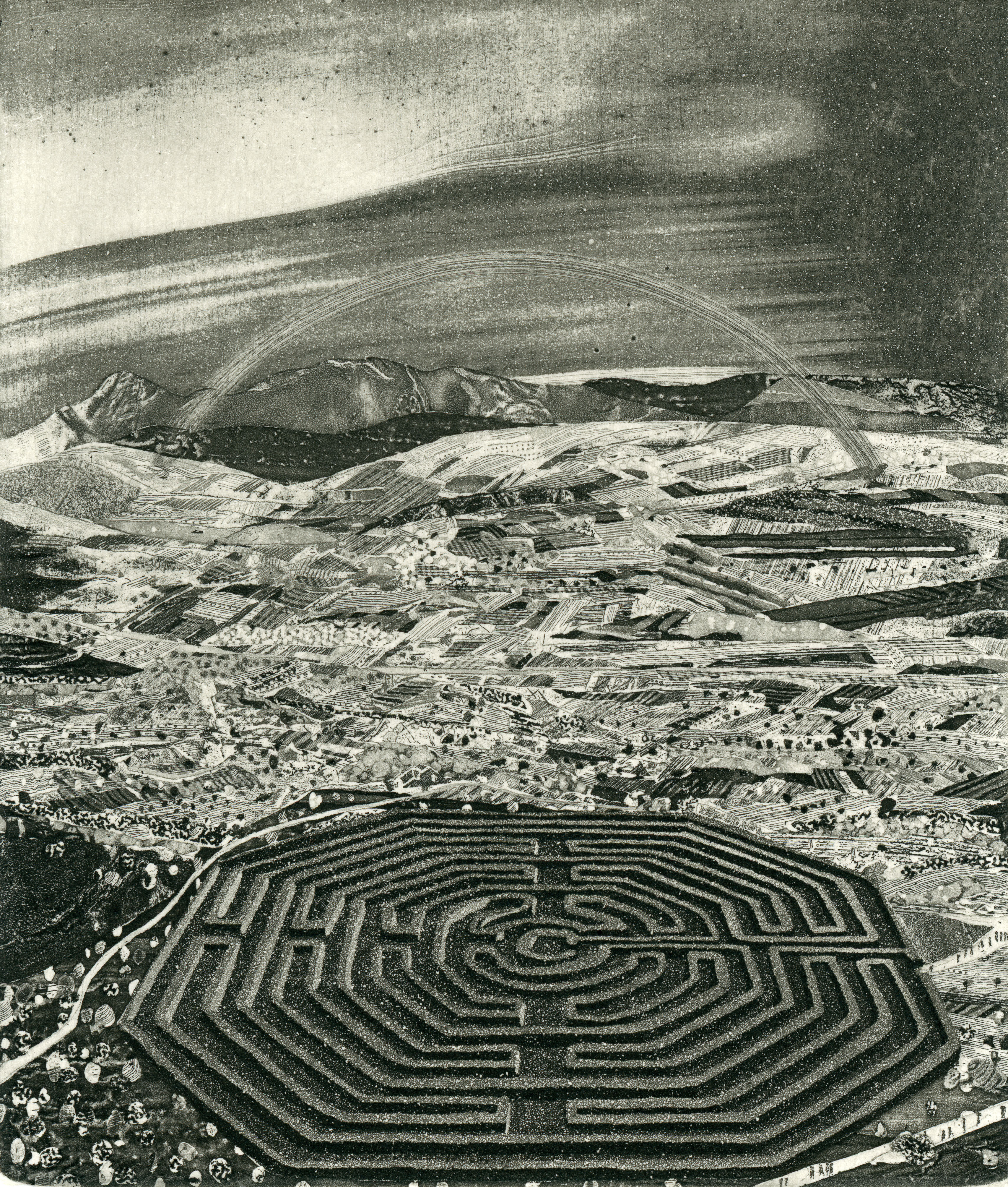
Labyrinth 12

Toni Pecoraro (né à Favara (Agrigente) en Sicile, Italie, en 1958) est un graveur italien.

## Biographie
Toni Pecoraro est diplômé de l’Ecole des Beaux-Arts d’Agrigente en 1977. De 1977 à 1981, il suit les cours de l'Académie des beaux-arts de Florence. En 1985 il est boursier à l’atelier de la fondation Il Bisonte à Florence.
Puis il enseigne la gravure, d'abord à l’Académie des Beaux-Arts de Macerata de 1985 à 1990 puis, à partir de 1991, à l'Académie des beaux-arts de Bologne. Il participe à de nombreuses expositions de gravure et a présenté des expositions personnelles à Paris, à la Fondation Taylor en 2000 et à la galerie Michèle Broutta en 2009. 

## Œuvres
L'œuvre de Toni Pecoraro, qui se matérialise par des gravures souvent de grand format, a pour thèmes notamment le labyrinthe, la ville, le paysage, l'Antiquité, les ruines, l'architecture, l'ex-libris.
Sa technique très particulière, qui passe par la construction de modèles en trois dimensions, procure à ses gravures une grande originalité. 